# Viola canescens
Viola canescens är en violväxtart som beskrevs av Nathaniel Wallich. Viola canescens ingår i släktet violer, och familjen violväxter. Inga underarter finns listade i Catalogue of Life.